# Euchlaena serrataria
Euchlaena serrataria är en fjärilsart som beskrevs av Alpheus Spring Packard. Euchlaena serrataria ingår i släktet Euchlaena och familjen mätare. Inga underarter finns listade i Catalogue of Life.